# Davide Ghiotto
Davide Ghiotto (n. 3 decembrie 1993, Vicenza, Italia) este un patinator de viteză ce a reprezentat Italia, medaliat olimpic. A participat la 2 ediții ale Jocurilor Olimpice (2018, 2022) în care a câștigat o medalie de bronz.